# Palle Mikkelborg
Palle Mikkelborg (født 6. marts 1941) er en dansk jazz-trompetist.
Kendt for sin helt unikke lyd. Palle Mikkelborgs mest kendte værk er nok Miles Davis-albummet Aura, der vandt en Grammy for Best Jazz Instrumental Performance i 1990. En anden perle fra Mikkelborgs hånd og mundstykke er Hommage – Once upon a time, som er udgivet sammen med bassisten Niels-Henning Ørsted Pedersen.
Han modtog i 1991 LO's kulturpris, i 2001 Nordisk Råds Musikpris og i 2013 modtog han Ben Websters ærespris. Hans Aura lavet med Miles Davis fra 1984/1985 er optaget i Kulturkanonen.

## Eksterne links
- Wikimedia Commons har flere filer relateret til Palle Mikkelborg
- Palle Mikkelborg på Allmusic
- Palle Mikkelborg på Discogs
- Palle Mikkelborg på MusicBrainz